# Oltre il Colle
Oltre il Colle é uma comuna italiana da região da Lombardia, província de Bérgamo, com cerca de 1.139 habitantes. Estende-se por uma área de 32 km², tendo uma densidade populacional de 36 hab/km². Faz fronteira com Ardesio, Cornalba, Oneta, Premolo, Roncobello, Serina.

## Demografia
| Variação demográfica do município entre 1861 e 2011                               |
|                                                                                   |
| Fonte: Istituto Nazionale di Statistica (ISTAT) - Elaboração gráfica da Wikipedia |